# Alex Campbell
Alex Campbell (* 27. April 1925 in Glasgow; † 3. Januar 1987 in Dänemark) war ein schottischer Folksänger.
Campbell trug wesentlich zur Entwicklung der britischen Folkmusik in den 1950er und 1960er Jahren bei. Auf ausgedehnten Tourneen durch Britannien und Europa und erwarb er sich den Spitznamen „Big Daddy of Folk“. Campbell gehört mit rund 100 Langspielplatten neben Pete Seeger und Ewan MacColl zu den am häufigsten veröffentlichten Sängern der englischsprachigen Folkmusik.

## Leben
Alex Campbell wurde 1925 in Glasgow in eine von den Hebriden stammende Familie geboren. Beide Eltern und seine beiden Schwestern starben im gleichen Jahr nach offiziellen Angaben an Tuberkulose.
Campbell verbrachte einige Zeit in einem  Waisenhaus, bevor ihn seine Großeltern zu sich nahmen. Er besuchte die Woodside Oberschule. Da für ihn als Kind aus einfachen Verhältnissen seinerzeit ein Studium kaum in Frage kam, begann er nach dem Schulabschluss zunächst in London eine Karriere im öffentlichen Dienst, den er jedoch wegen einer heftigen Auseinandersetzung mit einem älteren Kollegen bald wieder verließ. 
Mit den Ersparnissen aus diesem Arbeitsverhältnis begann er zu reisen und er schrieb sich auch als Student an der Pariser Sorbonne ein. Nachdem das Geld ausgegeben war, begann er, als Straßenmusiker im Quartier Latin seinen Lebensunterhalt zu verdienen.
Zusammen mit den US-amerikanischen Folk-Musikern  Derroll Adams und Ramblin’ Jack Elliott legte er die Grundlagen für Wiederbelebung der Folkmusik in Europa. Dazu kehrte er in den 1950er Jahren regelmäßig nach Großbritannien zurück, traf dabei auf Alexis Korner und begegnete dem zehn Jahre älteren Ewan MacColl, mit dem er maßgeblich am Folkrevival in London beteiligt war. Die beiden vertraten verschiedene künstlerische Ansätze in der Folk-Musik. Während MacColl den puristischen Standpunkt vertrat, dass die Leute nur die Musik ihrer eigenen Heimat singen sollten, sang Campbell aus seinem ausgedehnten Repertoire, was ihm gefiel: Schottische Balladen, englische Folk-Songs, nordamerikanische Arbeiterlieder. 
Nach einem zeitgenössischen Artikel der Wochenzeitung „The Observer“ teilte sich die Welt der Folkmusik in die zwei Lager der „MacColliten“ und der „Campbelliten“.
1956 verliebten sich die amerikanische Folk-Sängerin Peggy Seeger und Ewan MacColl (der noch mit Jean Newlove verheiratet war) ineinander. Als 1958 Seegers britische Arbeitserlaubnis auslief, ihr Pass eingezogen und sie von Abschiebung bedroht war, erklärte sich Campbell zu einer Scheinehe bereit und heiratete im Januar 1959 die hochschwangere Peggy Seeger in Paris mit Derroll Adams als Trauzeugen. Am nächsten Tag brachte er Seegers nach London zurück, die für mehr als 30 Jahre mit MacColl zusammenlebte. Campbell gründete mit seiner späteren Frau Patricia in Paris eine Familie mit zwei Söhnen.
Zwischen 1960 und 1967 tourte Alex Campbell durch die Folk-Clubs von Großbritannien.
Später verlagerte sich der Schwerpunkt seiner Tourneen nach Deutschland und Skandinavien.
In den frühen 1980er Jahren wurde bei ihm Kehlkopfkrebs diagnostiziert. Er konnte zu jener Zeit kaum sprechen, fast nicht singen und er konnte kaum glauben, dass sich jemals jemand daran erinnern würde, welch ein hervorragender Sänger er gewesen war. In Dänemark, erst in Skagen, dann in Tondern, verbrachte er seine letzten Jahre. Am 3. Januar 1987 verstarb Alex Campbell im Alter von 61 Jahren.

## Alben (Auswahl)
- Traditional Ballads Of Scotland (1977)